# Six Nations Cup 2008
De Six Nations Cup 2008 is een dartstoernooi georganiseerd door de England Darts Organisation (EDO), uitgevoerd onder auspiciën van de British Darts Organisation (BDO). Het toernooi werd gehouden van 23 februari 2008 tot en met 24 februari 2008 in Merthyr Tydfil, Wales.

## Six Nations-opstellingen

### Mannen
| 1                                                                        | 2                                                                              | 3                                                                                            |
| ------------------------------------------------------------------------ | ------------------------------------------------------------------------------ | -------------------------------------------------------------------------------------------- |
| Engeland Martin Adams Tony O'Shea Darryl Fitton John Walton Scott Waites | Ierland                                                                        | Nederland Mario Robbe Co Stompé Edwin Max Remco van Eijden Joey ten Berge Fabian Roosenbrand |
| 4                                                                        | 5                                                                              | 6                                                                                            |
| Noord-Ierland                                                            | Schotland Mike Veitch Gary Anderson Robert Thornton Mark Barilli Paul Hanvidge | Wales Martin Phillips Mark Webster Robert Hughes Gareth Holt Wayne Warren                    |

## Groepsfase
zaterdag 23 februari 2008
- Groep 1
  -  Nederland -  Engeland 13-10
  -  Engeland -  Noord-Ierland
  -  Noord-Ierland -  Nederland 11-13

- Groep 2
  -  Ierland -  Schotland
  -  Schotland -  Wales
  -  Wales -  Ierland

## Knock-out
zondag 24 februari 2008
- 5e / 6e plaats
  -  Ierland -  Noord-Ierland 13-10
- halve finale
  -  Wales -  Nederland 13-9
  -  Engeland -  Schotland 13-11
- finale
  -  Wales -  Engeland 13-8